# 뱀파이어와의 인터뷰

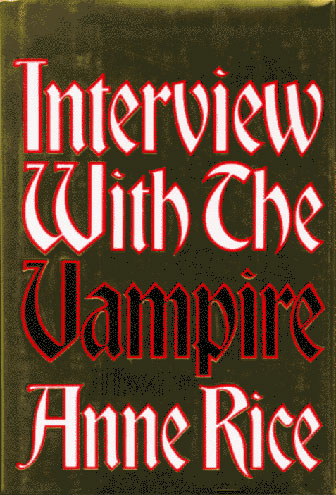

《뱀파이어와의 인터뷰》(Interview With The Vampire)는 앤 라이스가 1976년에 쓴 고딕 소설이다. 이 소설을 바탕으로 한 동명의 영화 《뱀파이어와의 인터뷰》는 1994년에 개봉했다.